# Rhynchomys
Rhynchomys is een geslacht van knaagdieren uit de muizen en ratten van de Oude Wereld (Murinae) dat voorkomt in de bergen van Luzon in de Filipijnen. Dit geslacht werd in 1895 ontdekt door John Whitehead en beschreven door Oldfield Thomas op basis van vijf exemplaren uit Mount Data als Rhynchomys soricoides. In de jaren 60 werd een tweede soort gevonden op Mount Isarog, maar die werd pas in 1981 beschreven als Rhynchomys isarogensis. In het begin van de 21e eeuw werd R. soricoides ook op Mount Bali-it in Kalinga gevonden en werden twee nieuwe soorten, Rhynchomys banahao en Rhynchomys tapulao ontdekt op geïsoleerde bergtoppen op Luzon. Het is nog steeds mogelijk dat er op andere delen van het eiland, zoals de Sierra Madre in het oosten, andere, nog onontdekte soorten van Rhynchomys voorkomen.
Rhynchomys is zo sterk morfologisch gespecialiseerd op een dieet van regenwormen dat het geslacht lange tijd in een eigen onderfamilie, Rhynchomyinae, is geplaatst. Deze specialisaties omvatten een zeer lange snuit, naaldachtige snijtanden en zeer kleine kiezen. Genetisch is dit geslacht echter het nauwst verwant aan Chrotomys en Archboldomys en iets minder nauw aan Apomys, die allemaal ook endemisch zijn in de Filipijnen. Ook morfologische gegevens ondersteunen een verwantschap met deze geslachten, alsmede met het genetisch verschillende geslacht Crunomys.

## Soorten
Het geslacht omvat de volgende soorten:
- Rhynchomys banahao (Mount Banahao)
- Rhynchomys isarogensis (Mount Isarog)
- Rhynchomys labo (Mount Labo)
- Rhynchomys mingan (Mount Mingan)
- Rhynchomys soricoides – Neusrat (Mount Data)
- Rhynchomys tapulao (Mount Tapulao in Zambales)

Abditomys · 
Abeomelomys · 
Aethomys · 
Anisomys · 
Anonymomys · 
Apodemus · 
Apomys · 
Archboldomys · 
Arvicanthis · 
Baiyankamys · 
Baletemys · 
Bandicota · 
Batomys · 
Berylmys · 
Brassomys · 
Bullimus · 
Bunomys · 
Canariomys · 
Carpomys · 
Chingawaemys · 
Chiromyscus · 
Chiropodomys · 
Chiruromys · 
Chrotomys · 
Coccymys · 
Colomys · 
Congomys · 
Conilurus · 
Coryphomys · 
Crateromys · 
Cremnomys · 
Crossomys · 
Crunomys · 
Dacnomys · 
Dasymys · 
Dephomys · 
Desmomys · 
Diomys · 
Diplothrix · 
Echiothrix · 
Eropeplus · 
Frateromys · 
Golunda · 
Gracilimus · 
Grammomys · 
Hadromys · 
Haeromys · 
Halmaheramys · 
Hapalomys · 
Heimyscus · 
Hybomys · 
Hydromys · 
Hylomyscus · 
Hyomys · 
Hyorhinomys · 
Kadarsanomys · 
Komodomys · 
Lamottemys · 
Leggadina · 
Lemniscomys · 
Lenomys · 
Lenothrix · 
Leopoldamys · 
Leporillus · 
Leptomys · 
Limnomys · 
Lorentzimys · 
Macruromys · 
Madromys ·
Malacomys · 
Mallomys · 
Malpaisomys · 
Mammelomys · 
Margaretamys · 
Mastacomys · 
Mastomys · 
Maxomys · 
Melasmothrix · 
Melomys · 
Mesembriomys ·
Micaelamys · 
Microhydromys · 
Micromys · 
Millardia · 
Mirzamys · 
Montemys · 
Mus · 
Musseromys · 
Mylomys · 
Myomyscus · 
Nesokia · 
Nilopegamys · 
Niviventer · 
Notomys · 
Ochromyscus · 
Oenomys ·
Otomys · 
Palawanomys · 
Papagomys · 
Parahydromys · 
Paraleptomys · 
Paramelomys · 
Parotomys · 
Paucidentomys · 
Paulamys · 
Pelomys · 
Phloeomys · 
Pithecheir · 
Pithecheirops · 
Pogonomelomys · 
Pogonomys · 
Praomys · 
Protochromys · 
Pseudohydromys · 
Pseudomys · 
Rattus · 
Rhabdomys · 
Rhynchomys · 
Saxatilomys ·
Serengetimys ·
Solomys · 
Sommeromys · 
Soricomys · 
Spelaeomys · 
Srilankamys · 
Stenocephalemys · 
Stochomys · 
Sundamys · 
Taeromys · 
Tarsomys · 
Tateomys · 
Thallomys · 
Thamnomys · 
Tokudaia · 
Tonkinomys ·
Tryphomys · 
Typomys · 
Uromys · 
Vandeleuria · 
Vernaya · 
Xenuromys · 
Xeromys · 
Zelotomys · 
Zyzomys